# Dampierre (Jura)
Dampierre község Franciaország Burgundia-Franche-Comté régiójában, Jura megyében. Új községként 2019. január 1-jén jött létre a korábbi Dampierre és Le Petit-Mercey község egyesítésével. Az egyesülésekor az új község lélekszáma 1271 fő lett.
Lakosainak száma 1316 fő (2022. január 1.). Dampierre Évans, Fraisans, Louvatange, Ranchot, Romain és Mercey-le-Grand községekkel határos.

## Népesség
A település népességének változása:
| Lakosok száma | 1172 | 1144 | 1162 | 1278 | 1285 | 1293 | 1315 | 1319 | 1316 |
|               | 2013 | 2015 | 2016 | 2017 | 2018 | 2019 | 2020 | 2021 | 2022 |